# پاپ رادیو
پاپ رادیو (انگلیسی: pop radio) همچنین با عنوان‌های Contemporary hit radio, CHR, contemporary hits, hit list, current hits, hit music یا top 40 نیز شناخته می‌شود، یک فرمت رادیویی است که در بسیاری از کشورها رایج است و بر پخش موسیقی‌های کنونی و تکرار موسیقی‌هایی که در تاپ ۴۰ جدول‌های موسیقی قرار گرفته‌اند، تمرکز دارد. چندین دسته‌بندی وجود دارد که عمدتاً بر راک، پاپ یا اوربن تمرکز دارند. سی‌اچ‌آر که اغلب به صورت تنهایی به کار می‌رود، اشاره به فرمت سی‌اچ‌آر-پاپ دارد.